# Miodrag Belodedici
Miodrag Belodedici, född 20 maj 1964, är en rumänsk före detta professionell fotbollsspelare (libero) som mellan 1984 och 2000 spelade 53 matcher för det rumänska landslaget.
Belodedici vann som spelare Europacupen för mästarlag 1986 med Steaua Bukarest och 1991 med Röda stjärnan. I Sverige är han även bekant som den spelare vars skott räddades av Thomas Ravelli i straffläggningen mellan Rumänien och Sverige i VM 1994.

## Biografi
Belodedici växte upp under enkla omständigheter i en serbisk familj byn Socol i Rumänien, nära gränsen till Serbien. Han började spela i Minerul Moldova Nouă innan han valde ut till spel i Luceafărul Bukarest, ett talanglag med landets bästa unga spelare som sattes samman av förbundet. Han blev sedan värvad av Steaua Bukarest som libero. Han blev en del i Steauas storlag under 1980-talet med fyra raka ligatitlar 1985-1988, cupsegrar 1985, 1987 och 1988. 1986 kom den största framgången då Steaua vann mästarcupen efter finalseger mot FC Barcelona efter straffläggning. 
Han debuterade i Rumäniens landslag 1984 mot Kina men valde 1988 att fly landet och Ceaușescus regim. Han flydde till Belgrad där han började spela för Röda stjärnan som varit hans favoritlag sedan barndomen. I forna Jugoslavien är han även känd under den serbiska stavningen Miodrag Belodedić. Han stängdes av från spel sedan den rumänska regimen tagit fram falska spelarkontrakt och blev i Rumänien dömd till tio års fängelse i sin frånvaro för landsförräderi. Efter ett år hävdes avstängningen. Efter revolutionen i Rumänien 1989 hävdes domen och Belodedici återvände till Rumänien och gjorde comeback i landslaget. Han var med i VM 1994, EM 1996 och EM 2000 och spelade 53 A-landskamper 1984-2000.
Han lade av 2001 och är numera verksam inom Rumäniens fotbollsförbund.